# William Bagwell
William Bagwell (1776 – 4 novembre 1826) è stato un politico irlandese.

## Biografia
William Bagwell era figlio di John Bagwell e Mary Hare. Fu eletto nel 1798 per il collegio di Rathcormack nel Parlamento del Regno d'Irlanda fino all'Unione con la Gran Bretagna alla fine del 1801 per cui la circoscrizione di Rathcormack fu sciolta.
Fu eletto in occasione di un'elezione suppletiva nel 1801 come deputato per il collegio di Clonmel nel Parlamento del Regno Unito e mantenne quel seggio fino alle sue dimissioni nel 1819 quando concorse in un'elezione suppletiva per un seggio nel collegio della Contea di Tipperary quando il precedente membro Richard Butler si dimise essendo succeduto al padre alla Paria d'Irlanda come 2 conte di Glengall. William Bagwell fu eletto e mantenne il seggio fino alle elezioni generali in Gran Bretagna del 1826.
Risiedette nella villa di famiglia a Marlfield, Clonmel.